# Queen-Auguste-Victoria-Park

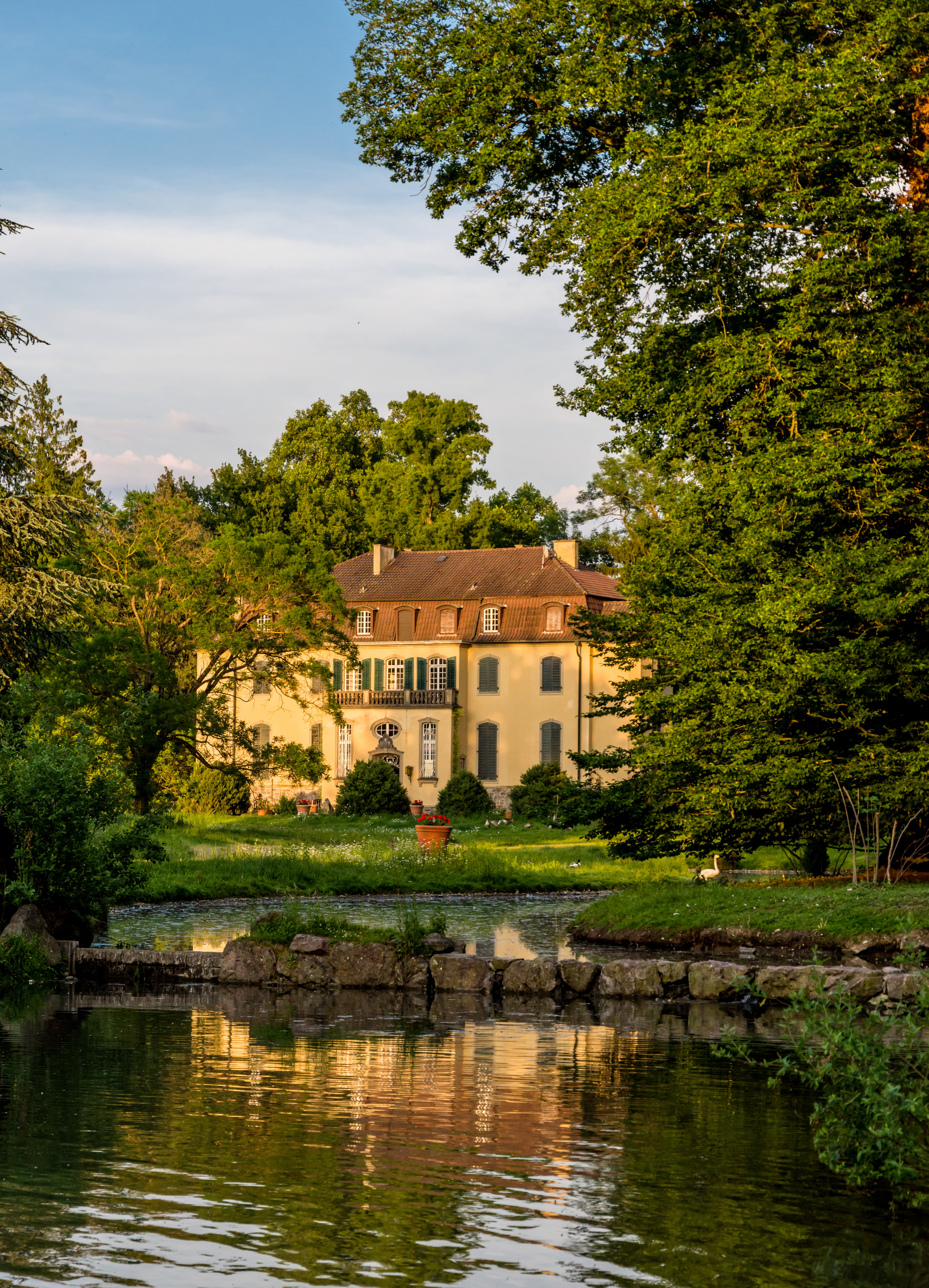
Schloss-Spiegelung im Queen-Auguste-Victoria-Park bei Umkirch.

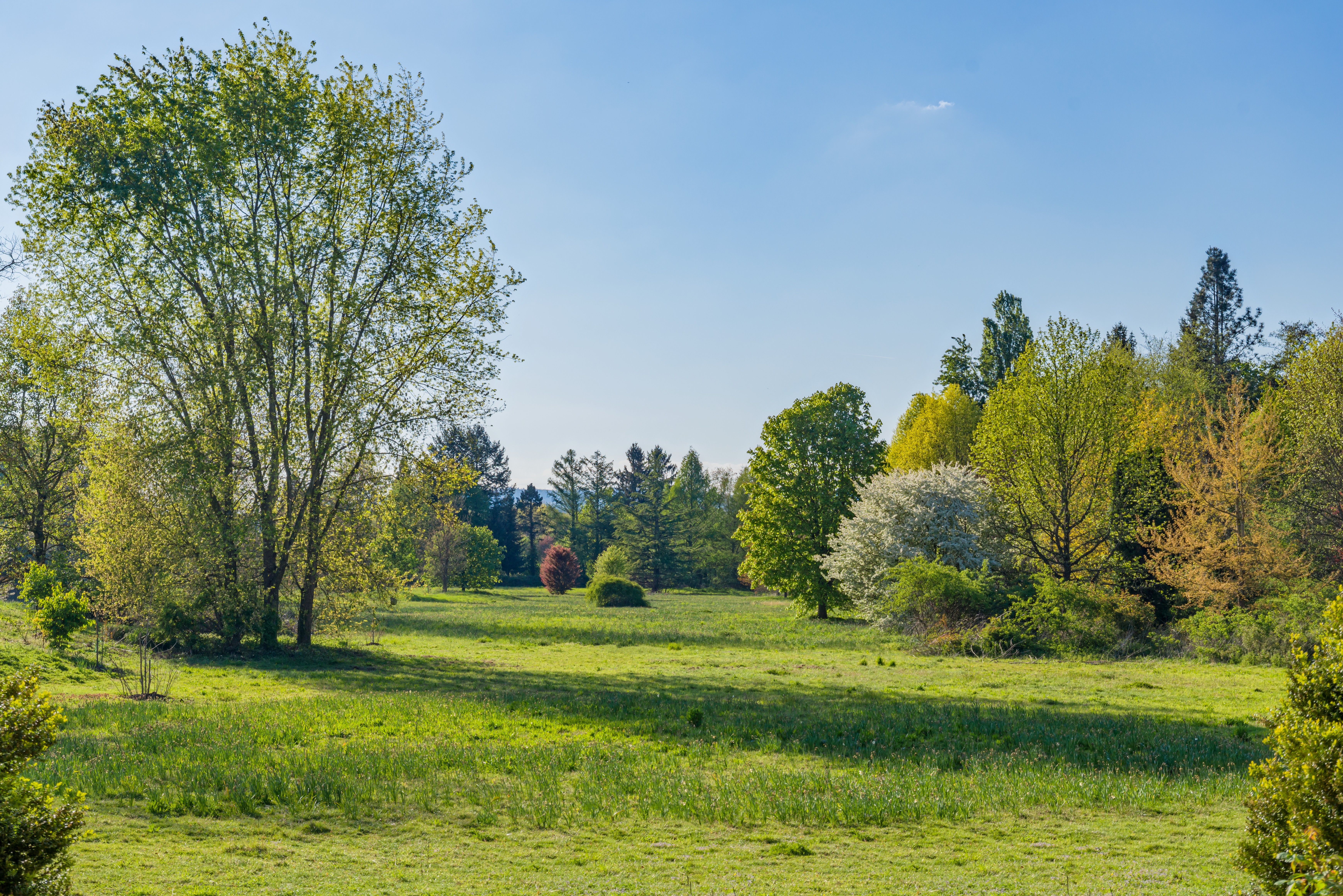

Der Queen-Auguste-Victoria-Park ist ein deutscher Landschaftspark in Umkirch bei Freiburg, im Landkreis Breisgau-Hochschwarzwald des Bundeslandes Baden-Württemberg.
Er ging hervor aus dem ehemaligen Schloss- und Stammgut von Stephanie, Großherzogin von Baden und wurde begründet von der portugiesischen Titularkönigin Auguste Viktoria von Hohenzollern. Diese baute 1933 bis 1934 ein neues Schlösschen in den nunmehrigen Hohenzollern-Besitz. Das Anwesen wurde 1993 von dem Verleger Werner Semmler ersteigert und danach restauriert. Er kaufte die früheren Grundstücke wieder zurück, weitere Grundstücke hinzu und baute nach seinen eigenen Plänen einen neuen Landschaftspark mit sechs Weihern im Stil eines englischen Landschaftsparks.

## Geschichte

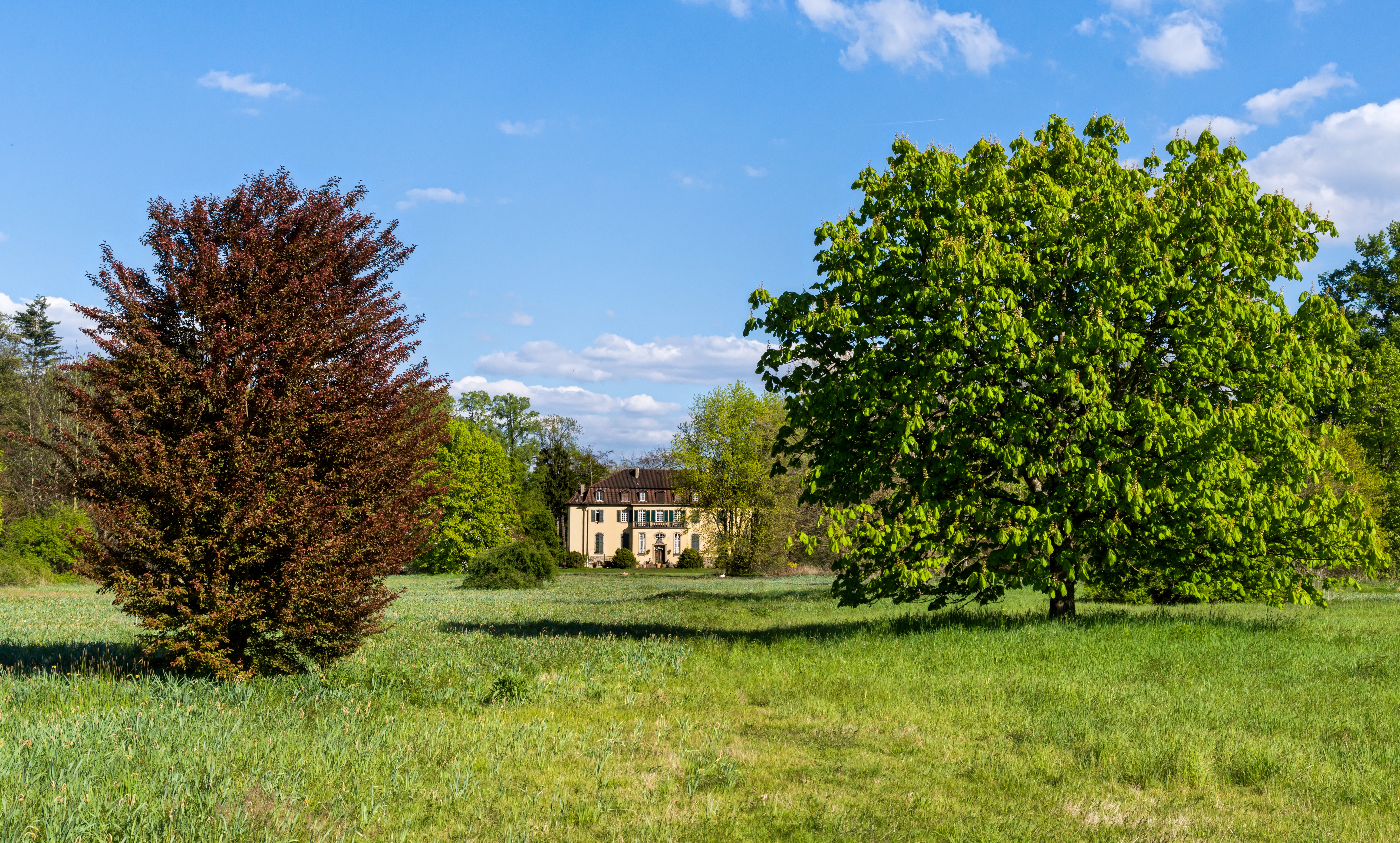

Das Dorf Umkirch war früher im ausschließlichen Besitz zahlreicher adeliger Grundherrn. Flora Gräfin von Wrbna hatte das Gut durch Testament ihres Vaters vom 6. Januar 1795, des Reichsgrafen Johann Friedrich von Kageneck, geerbt. Am 21. September 1826 verkaufte die Gräfin das Gut und alle Rechte an der Grundherrschaft Umkirch zum Preis von 345.000 Gulden an Großherzogin Stephanie von Baden, die das Schlossgut zu ihrer Sommerresidenz erhob. Großherzogin Stephanie war, bis zu ihrem Tod am 29. Januar 1860 in Nizza, 44 Jahre lang Witwe. Die Teilung ihrer Hinterlassenschaft regelte der Erbvertrag vom 28. Juni 1860. Danach ging das Schlossgut Umkirch an ihre Tochter Josephine, Prinzessin von Baden, Gemahlin des Fürsten von Karl Anton von Hohenzollern über. Am 3. Mai 1887 erhob diese das Schlossgut Umkirch mit dem Grundbesitz von 512 Hektar zum Stammgut und setzte als Erben ihren zweitgeborenen Sohn Karl Eytel, Prinz von Hohenzollern ein. Als Fürstin Josephine am 19. Juni 1900 starb, fiel das Gut an ihren Sohn, der inzwischen als Carol I. König von Rumänien geworden war. Damit ging das Schlossgut Umkirch vom Haus Baden auf das schwäbische Haus Hohenzollern-Sigmaringen über. Nach dem Tod von König Carol I. von Rumänen (1914) gelangte das Stammgut am 7. November 1916 durch Erbfolge an den Fürsten Friedrich Victor von Hohenzollern. Dieser bewohnte fortan das Schloss mit seiner Gemahlin Margarete Fürstin von Hohenzollern, Herzogin von Sachsen. Im Jahre 1933 gestattete Fürst Friedrich seiner Schwester Auguste-Victoria, Königin von Portugal, Prinzessin von Hohenzollern, den Bau eines neuen Schlosses auf seinem Stammgut. Mit Urkunde vom 27. Juli 1934 trat er dazu nachträglich rund 8 Hektar Land südwestlich neben seinem Stammschloss ab. Nach dem Tod von König Dom Manuel II. von Portugal kehrte sie nach Deutschland zurück und ließ sich von den Bonner Architekten Stumpf und Kleefisch ein neues Schloss bauen. In Erinnerung an ihren Landsitz in England nannte sie das Anwesen „Fulwell-Park“. Am 23. April 1939 heirate Auguste-Victoria Robert Graf Douglas und wohnte abwechselnd auf Schloss Münchhöf und im Fulwell-Park. Nach dem Zweiten Weltkrieg war das Hohenzollern-Schloss von der französischen Besatzungsmacht beschlagnahmt worden. General Pierre Péne residierte von 1946 bis 1952 als „Gouverneur für das Land Baden“ im fürstlichen Schloss. Fürst Friedrich-Wilhelm von Hohenzollern wohnte während dieser Zeit in dem Landhaus-Schlösschen seiner Schwester Auguste-Victoria. Nach dem Tod der Ex-Königin am 28. August 1966 ging ihr Anwesen wieder an das Fürstenhaus Hohenzollern-Sigmaringen zurück. Es zog die Universität Freiburg mit ihrer Psychosomatischen Klinik ein. Später übernahm ein Versicherungsmakler das nur noch rund 1,10 Hektar Fläche umfassende Anwesen. Im Jahre 1993 ersteigerte der Publizist und Verleger Werner Semmler das Rumpfgut. Über die Jahre kaufte er die früheren Grundstücke und die frühere Schlosswiese wieder zurück und zusätzliche Waldgrundstücke von den Hohenzollern dazu. Er baute nach seinem eigenen Entwurf und seinen Ideen einen neuen Landschaftspark, den er aber nicht nach seinem eigenen Namen, sondern zur Ehre und in Erinnerung an die Begründerin „Queen-Auguste-Victoria-Park“ nannte.
Seit einiger Zeit kann sich der Besitzer wegen Alter und Krankheit nur noch eingeschränkt um den Park kümmern. Bei einer angesetzten Versteigerung am 20. Januar 2017 fand sich kein Bieter. Am 22. November 2016 gründete sich der Verein Queen-Auguste-Victoria-Park e. V. – Europäisches Werk für Kultur, Kunst und Natur. Er ist beim Amtsgericht Freiburg eingetragen und vom Finanzamt Freiburg als gemeinnützig anerkannt. Er hat nach der Satzung die Betreuung des Parks übernommen.

## Schloss/Gebäude
Das neue Schloss wurde von 1932 bis 1934 gebaut. Bauherrin war nach dem Baugesuch Auguste-Victoria von Portugal. Sie hatte den Bonner Architekten Jacob Stumpf und Toni Kleefisch den Bauauftrag erteilt. Die Bauausführung wurde durch das Kabinett des Fürsten von Hohenzollern und seinen Kabinettschef Baron von Hallberg überwacht. Die damalige Freiburger Zeitung stellte den Schlossneubau als „vorbildliches Werk der Arbeitsbeschaffung“ dar. Das 4-stöckige Gebäude ist im Stil eines englischen Landhauses erbaut. Über die gesamte Südfront des königlichen Landhauses zieht sich eine Terrasse mit einer breiten Freitreppe und einem Abgang zu einem repräsentativen und stilisierten Wasserbecken. Das Landhaus steht unter Denkmalschutz.

## Parkbeschreibung

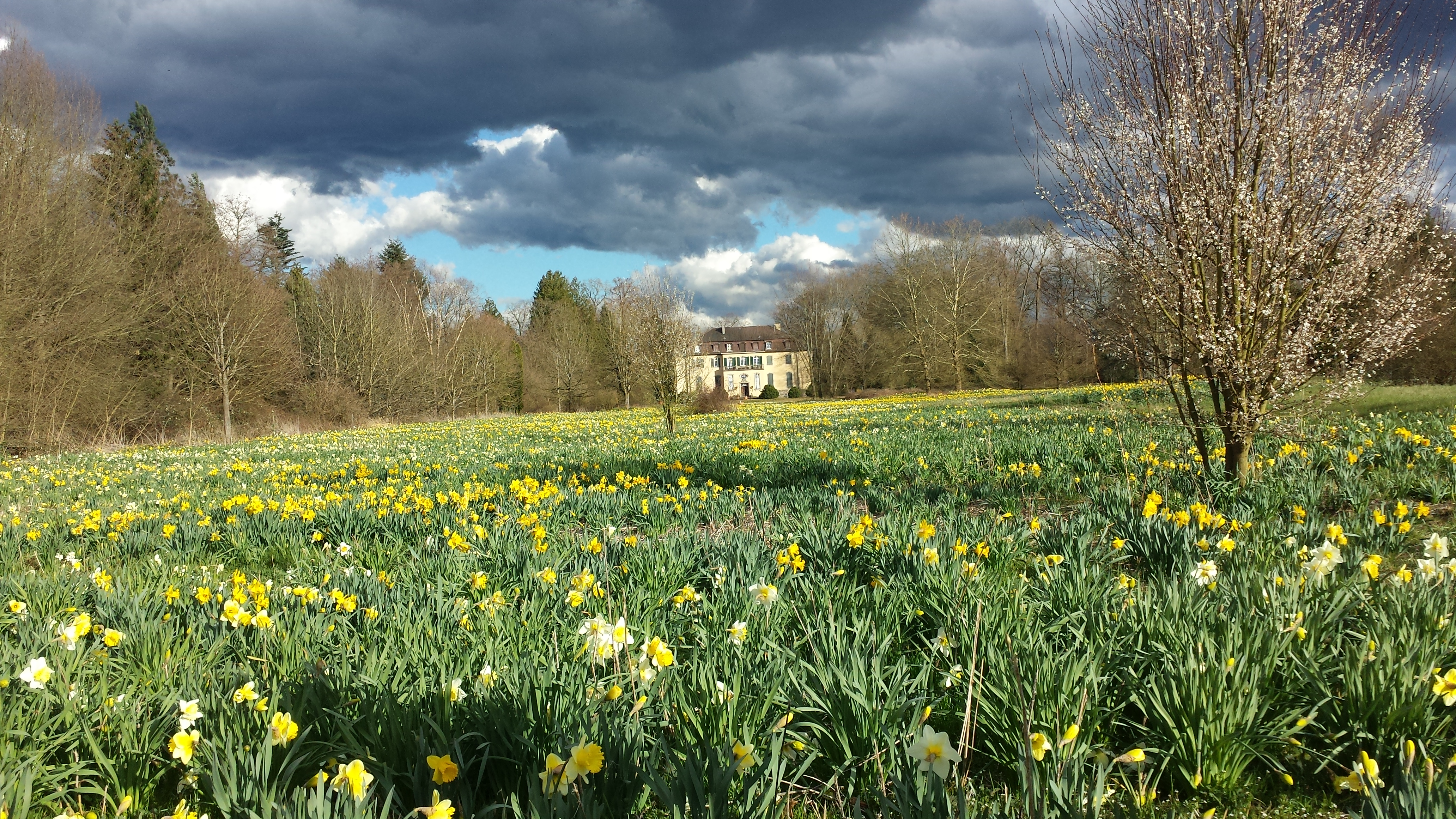
Frühlings-Erwachen: Über 100.000 Osterglocken blühen alljährlich auf der Schlosswiese.

Der rund 11 Hektar große Park ist eingebettet in die frühere Auen-Landschaft zwischen der Dreisam und dem Rhein, der Freiburger Bucht, dem Tuniberg und dem Kaiserstuhl. Im Osten und Süden öffnet sich der Blick vom Park und vom Schlösschen über den nahen Mooswald auf die Gipfel der Schwarzwald-Berge. Im Norden öffnen sich Sichtachsen zum Kaiserstuhl und zum Totenkopf. Im Park vermitteln die sechs angelegten Weiher den Eindruck einer natürlichen und ursprünglichen Auenlandschaft. Die Dreier-Kaskaden der Weiher stürzen nach dem Gefälle der Landschaft jeweils in die anderen Weiher ab: Der Wernersee in den Gertrud-Weiher und dieser in den Alois-Weiher, der Martinsee und der Christa-Weiher in den Doris-Weiher. Am Ende des Martinsees erhebt sich der sogenannte „Semmler-Hügel“. Der Hügel spiegelt sich mit seiner Spitze im Wasser des Martinsees und gewährt als höchste Erhebung im Park einen Blick auf das Gesamtkunstwerk. In der Blickachse bildet er den Gegenpol zum Schlösschen. Vom Semmler-Hügel öffnet sich über den Martinsee, den Christa-Weiher und den Wernersee die lange Blickachse zum Schlösschen, das sich in jedem der drei hintereinander liegenden Weihern im Wasser spiegelt. Die gartenkünstlerische Sichtachse vom Semmler-Hügel ist gesäumt mit alten Eichen, die sich im Wasser der Teiche spiegeln und mit ihren Kronen einen „Sicht-Tunnel“ zum Schlösschen gebildet haben. In diesem sogenannten „Baum-Tunnel“ wirken die Flächen der Weiher wie helle durchflutete Lichthöfe, die mit den Eichen ein besonderes Licht-Schatten-Spiel vermitteln. Zwischen dem Martinsee, dem Christa-Weiher und dem Doris Weiher befindet sich der „Eichenhof“ mit den hundertjährigen alten Eichen. Bei der Anlage des Parks wurde darauf geachtet, den alten Baumbestand soweit irgend möglich in die Planung einzubeziehen. Bei den Nachpflanzungen wurden seltene Baumarten aus aller Welt, die in die hiesige Klimazone passend gewählt.

## Auszeichnungen
Am 10. Mai 2002 wurde Parkschöpfer Werner Semmler für sein Werk der Gartenkunst im Bundespräsidialamt, im Schloss Bellevue in Berlin in Anwesenheit von Bundespräsident Johannes Rau, Wolfgang Schäuble, deutscher Minister und europäischer Botschafter durch den Präsidenten der Europäischen Kulturstiftung PRO EUROPA mit dem Europäischen Gartenkultur-Schöpfungspreis ausgezeichnet.

## Der Park in Film und Fernsehen
Im Juli 2008 war der Queen-Auguste-Victoria-Park Schauplatz und Drehort für eine echte Fernseh-Hochzeit des Fernseh-Senders Pro Sieben mit dem Brautpaar Tobias Mutter und Agnes Magiera. Frank Matthée ließ in der Sendung „Frank der Weddingplaner“ das Brautpaar nicht in der Kirche, sondern vor der offenen Kulisse des Queen-Auguste-Victoria Parks von einem Pfarrer trauen. Rund zwei Millionen Zuschauer sollen die Hochzeit im Fernsehen verfolgt haben.
Im August 2011 war der Queen-Auguste-Victoria-Park mit den Schauspielern Christine Kaufmann, Heike Deutschmann, Lucie Heinze, Eva Maria Kurz und anderen Schauplatz der ARD-Serie Tiere bis unters Dach: In der Folge Die Millionenkatze spielte Christine Kaufmann „Frau von Werther“.

## Naturschutz und Bäume

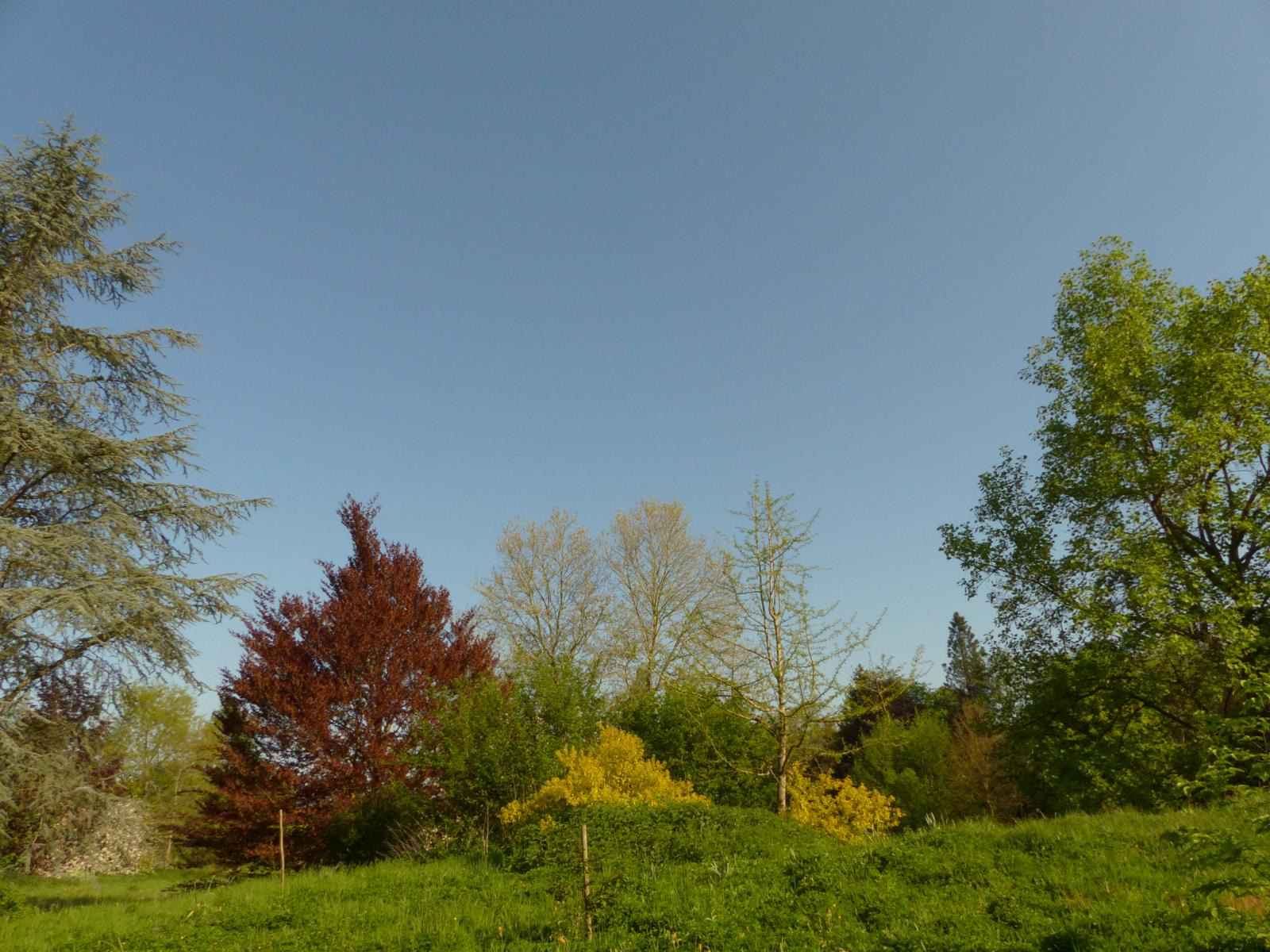
„Indian Summer“ im Queen-Auguste-Victoria-Park: Baum-Exoten in allen Farben.

Nach dem Willen des Parkschöpfers soll der Park ein Reservat für besondere und seltene Geschöpfe der Natur sein. Demgemäß wurden zahlreiche seltene Bäume aus der ganzen Welt angepflanzt. Das Ziel ist es, ein Baumrefugium seltener und schöner Bäume zu schaffen. Zurzeit sind ca. 150 unterschiedliche Baumarten aus über 50 Gattungen im Park vorhanden, z. B. Ahorn (Acer), Amberbaum (Liquidambar), Gelbholz (Cladrastis), Apfelbäume (Malus), Birken (Betula), Birnenbäume (Pyrus), Blasenesche (Koelreuteria), Blauglockenbaum (Paulownien), Buchen (Fagus), Buchsbaum (Buxus), Eberesche (Sorbus), Feigenbaum (Ficus), Eichen (Quercus), Persischer Eisenholzbaum (Parrotia), Erlen (Alnus), Eschen (Fraxinus), Esskastanie (Castanea), Europäische Hopfenbuche (Ostrya), Fenchelholzbaum (Sassafras), Flügelnuss (Pterocarya), Ginkgobaum (Ginkgo biloba), Gleditschien (Gleditsia), Götterbaum (Ailanthus), Hainbuchen (Carpinus), Hartriegel (Cornus), Haselnüsse (Coryloideae), Hickorynuss (Carya), Judasbäume (Cercis), Katsurabaum (Cercidiphyllum), Kirschbäume (Prunus), Linden (Tilia), Magnolienbaum (Magnolia), Maiglöckchenbaum (Halesia), Maulbeerbaum (Morus), Orangenkirsche (Idesia), Osagedorn (Maclura), Pappeln (Populus), Bitterholzbaum (Picrasma), Platanen (Platanus), Scheinbuchen (Nothofagus), Robinie (Robinia), Rosskastanien (Aesculus), Sauerbaum (Oxydendrum), Schnurbaum (Styphnolobium), Stechpalme (Ilex), Taschentuchbaum (Davida), Trompetenbaum (Catalpa), Tulpenbaum (Liriodendron), Tupelobaum (Nyssa), Ulmen (Ulmus), Walnüsse (Juglans), Weiden (Salix), Weißdorn (Crataegus), Zelkoven (Zelkova). Im Park sind alle 12 Arten der Rosskastanien (Aesculus) und auch die Edelkastanie (Castanea sativa) vorhanden.
Durch die Konzeption, dass das ganze Jahr nur minimal in den Park eingegriffen wird – so wird z. B. nur einmal jährlich gemäht – haben sich hier auch viele seltene Tierarten und Insekten angesiedelt. So sind hier Eisvögel und Nachtigallen zu finden. Die überwiegenden Flächen des Areals gehören zum Landschaftsschutzgebiet Freiburger Mooswälder, des Weiteren ist es als Vogelschutzgebiet und Flora-Fauna-Habitat eingestuft.

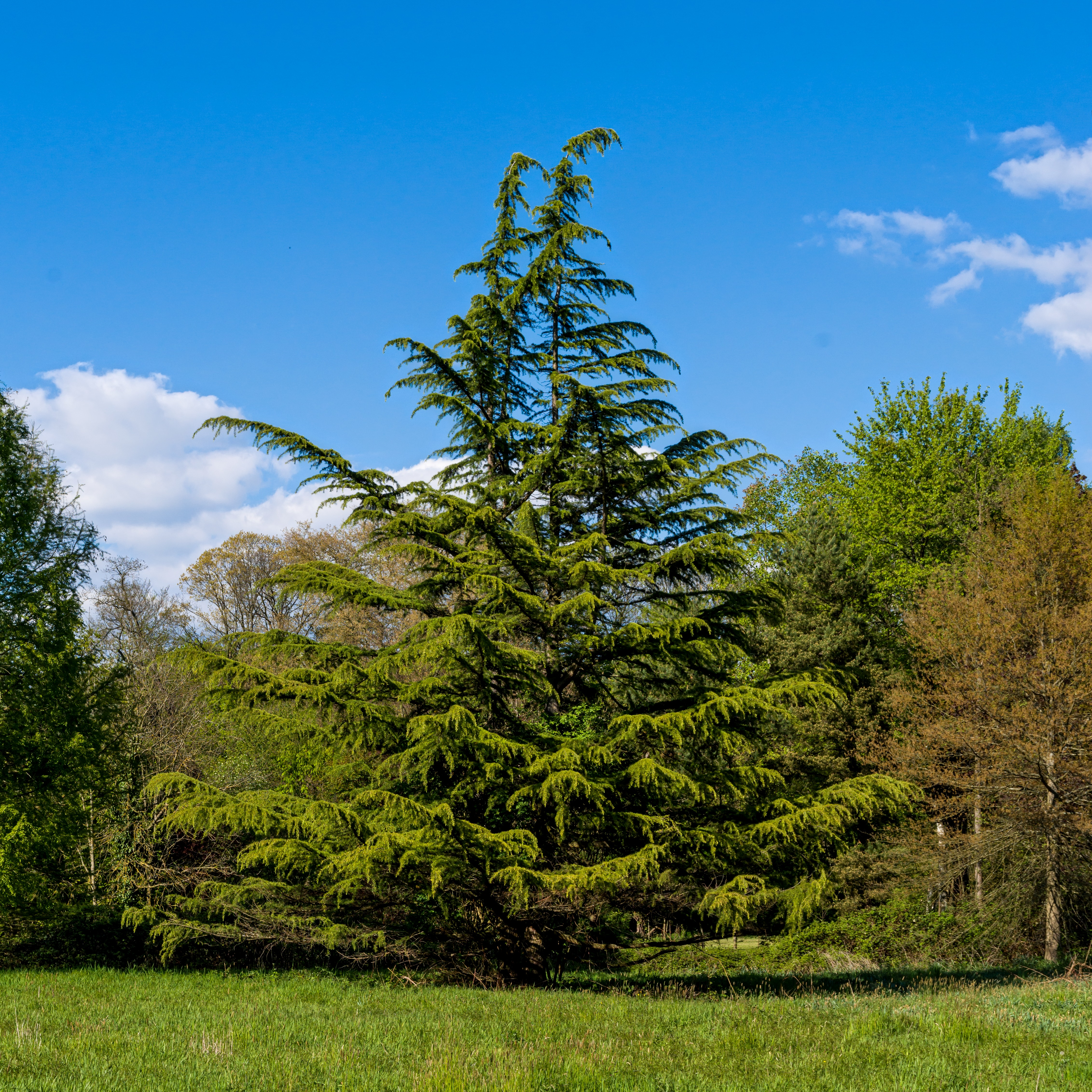
Himalaya-Zeder Cedrus deodara
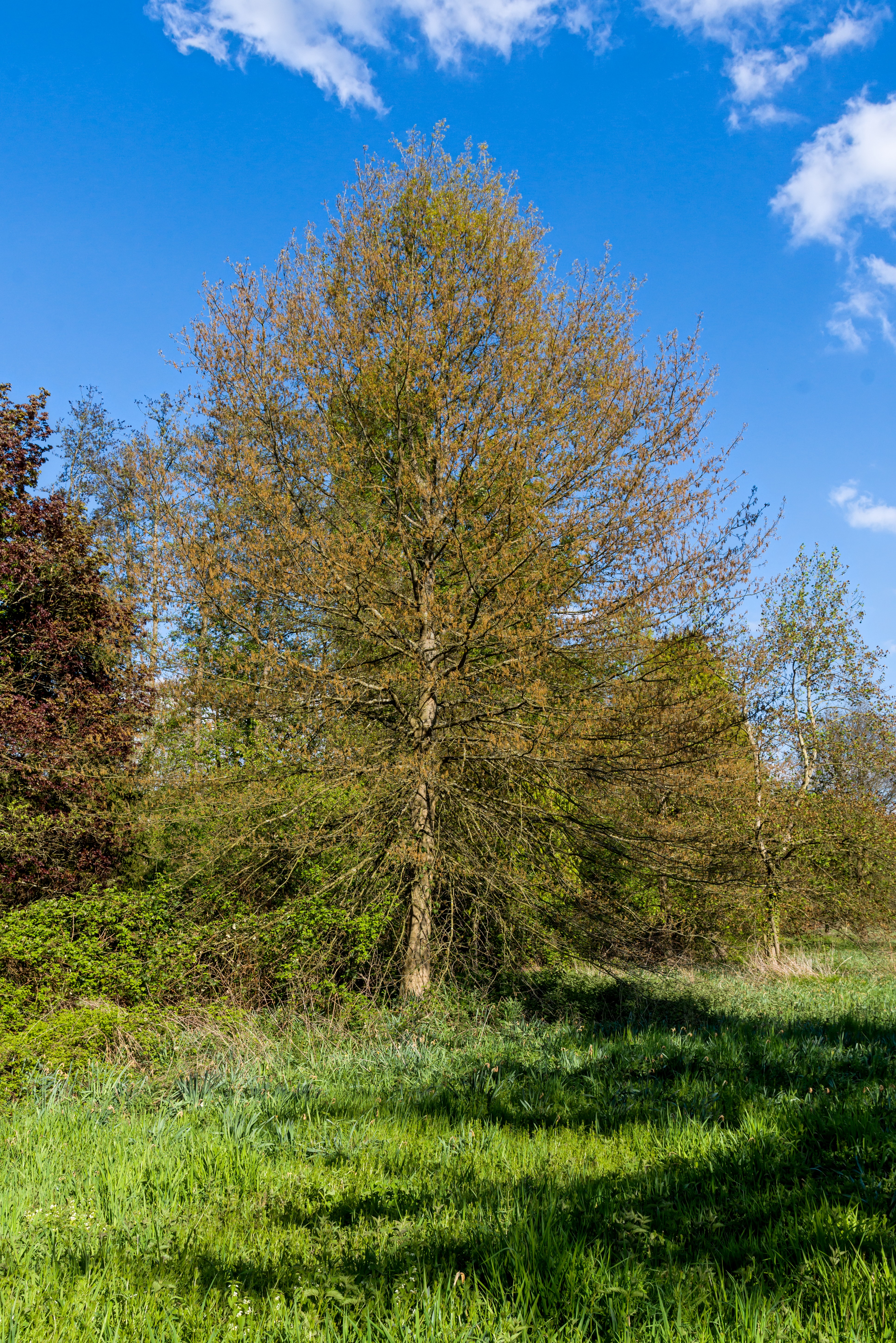
Tupelobäume Nyssa sylvatica
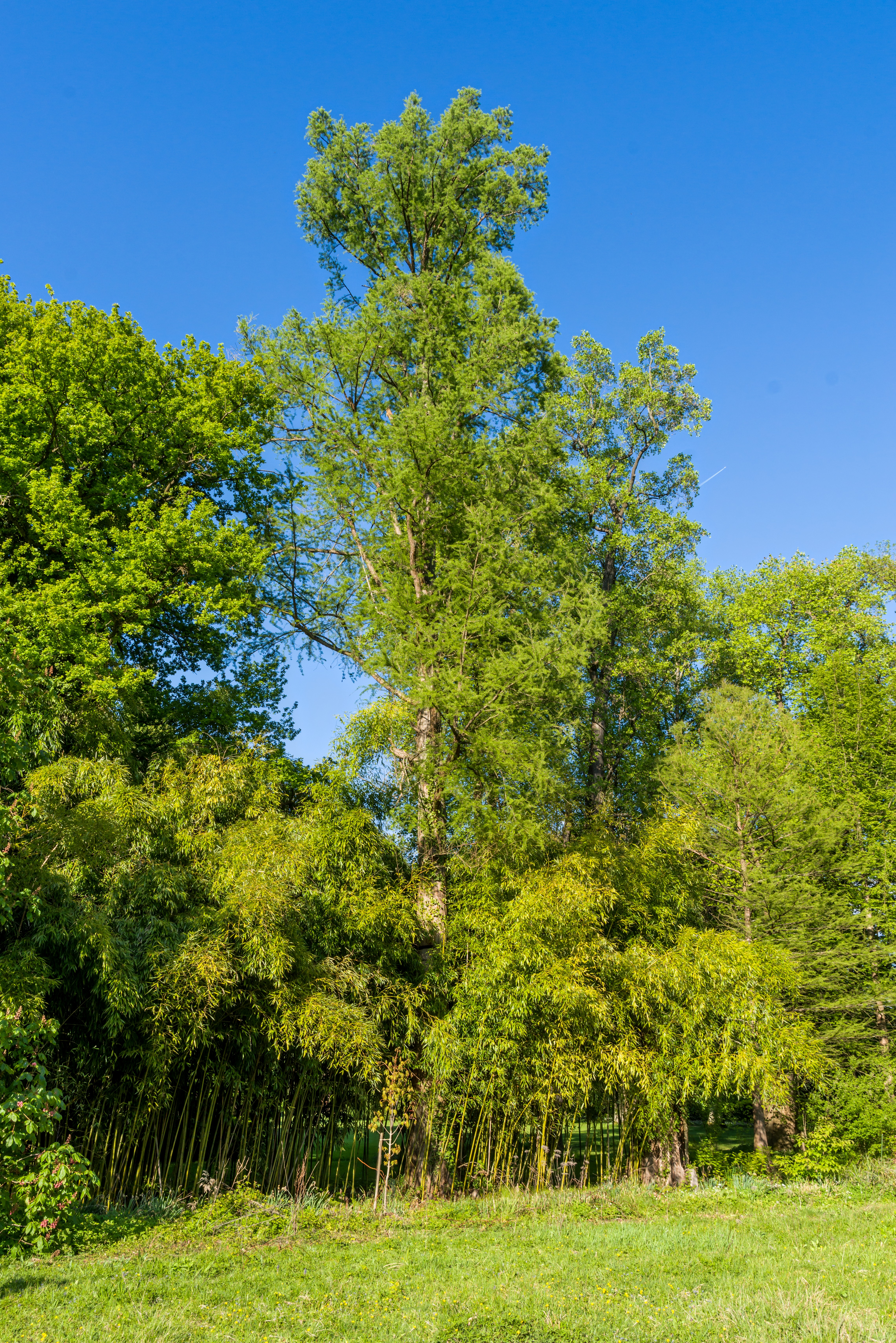
Echte Sumpfzypresse Taxodium distichum
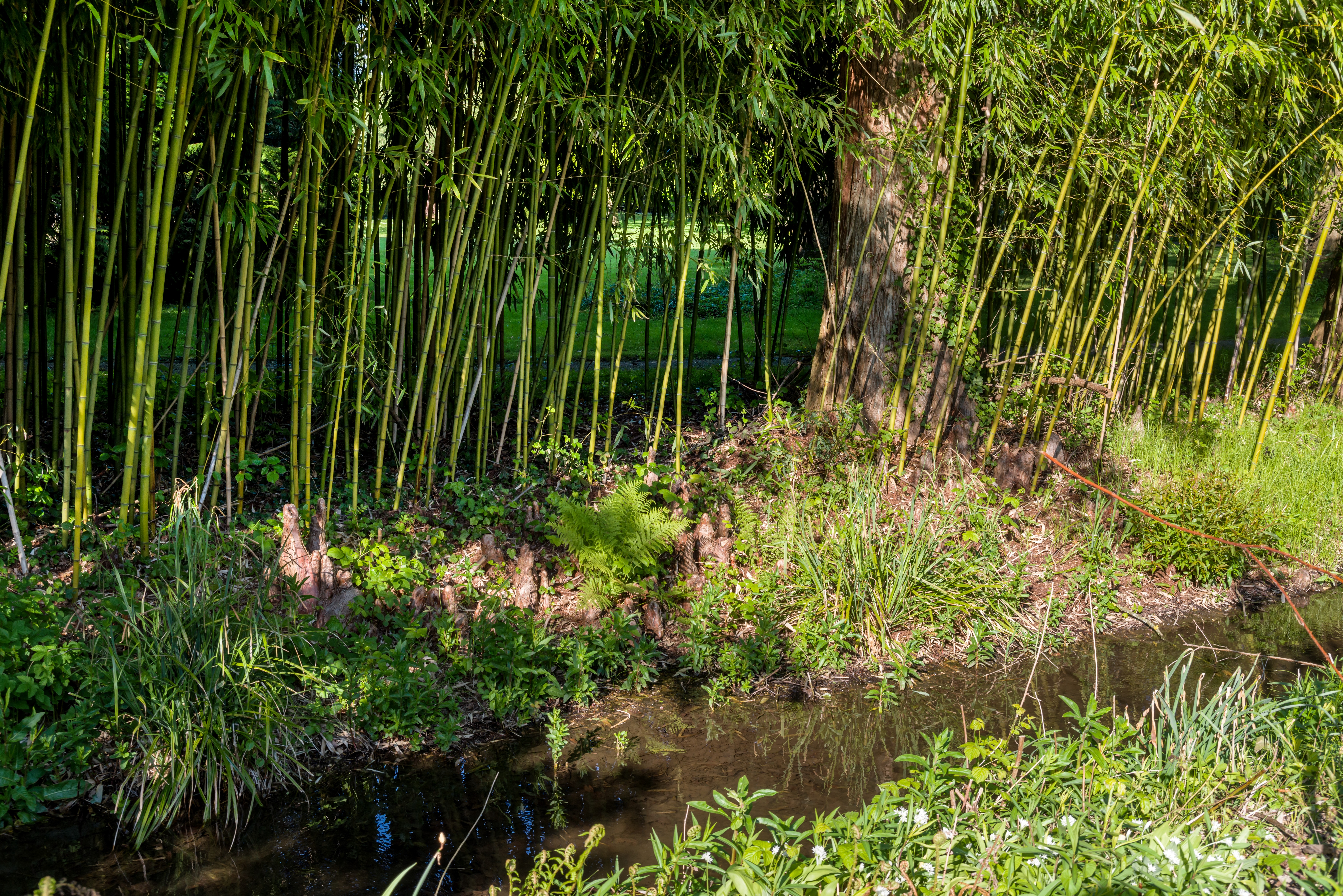
Pneumatophoren der Sumpfzypresse
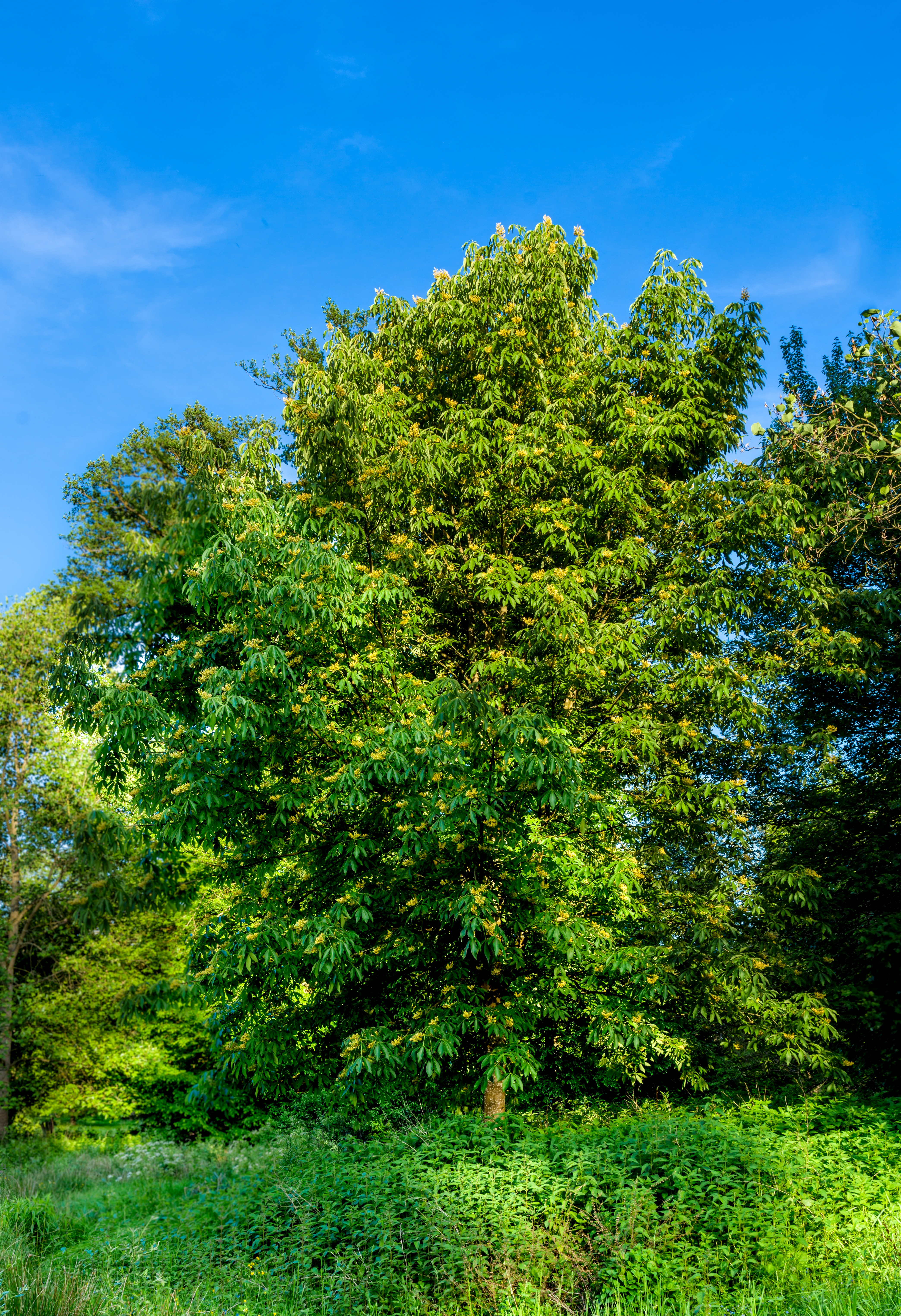
Gelbe Rosskastanie Aesculus flava
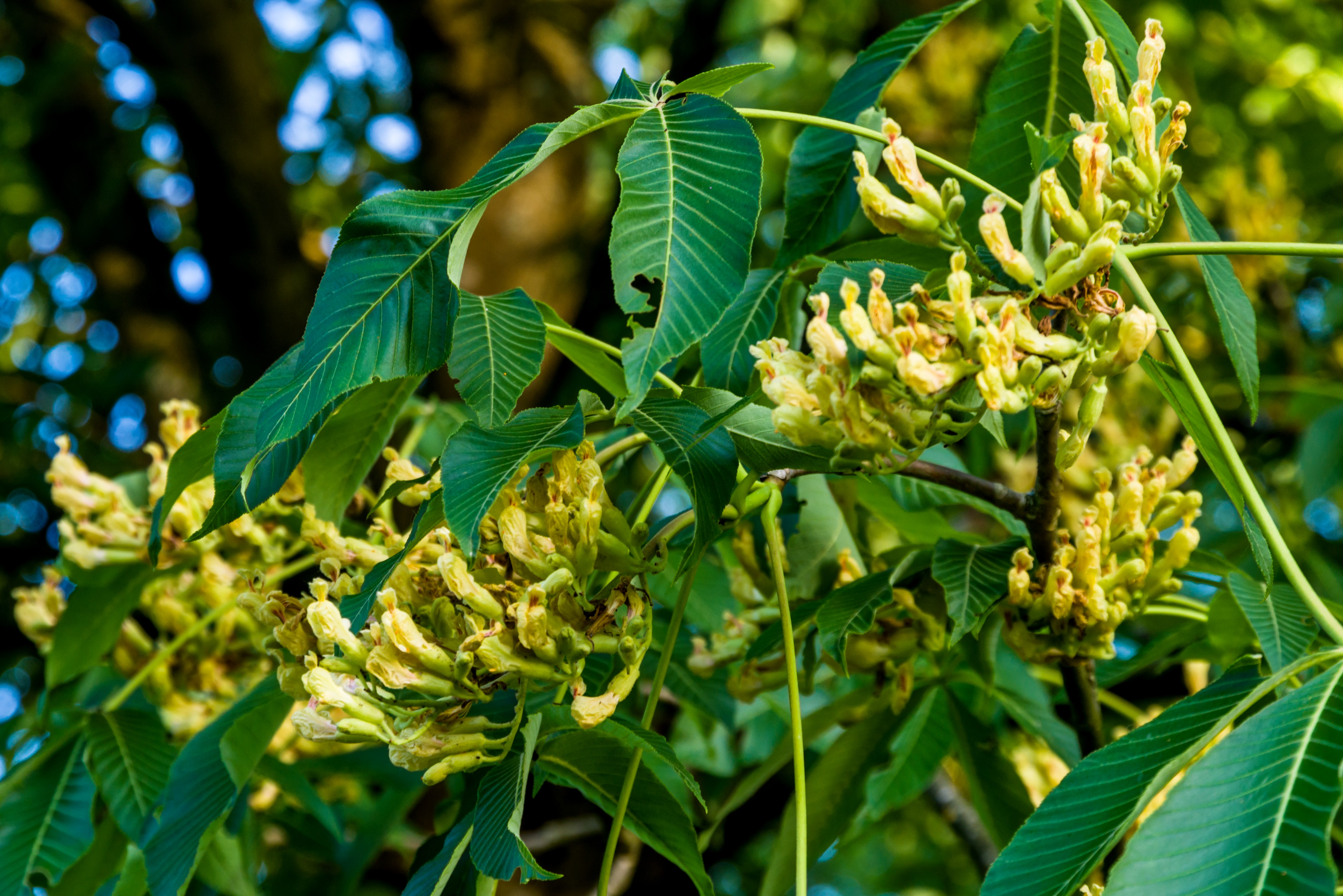
Blüte der Gelben Rosskastanie Aesculus flava
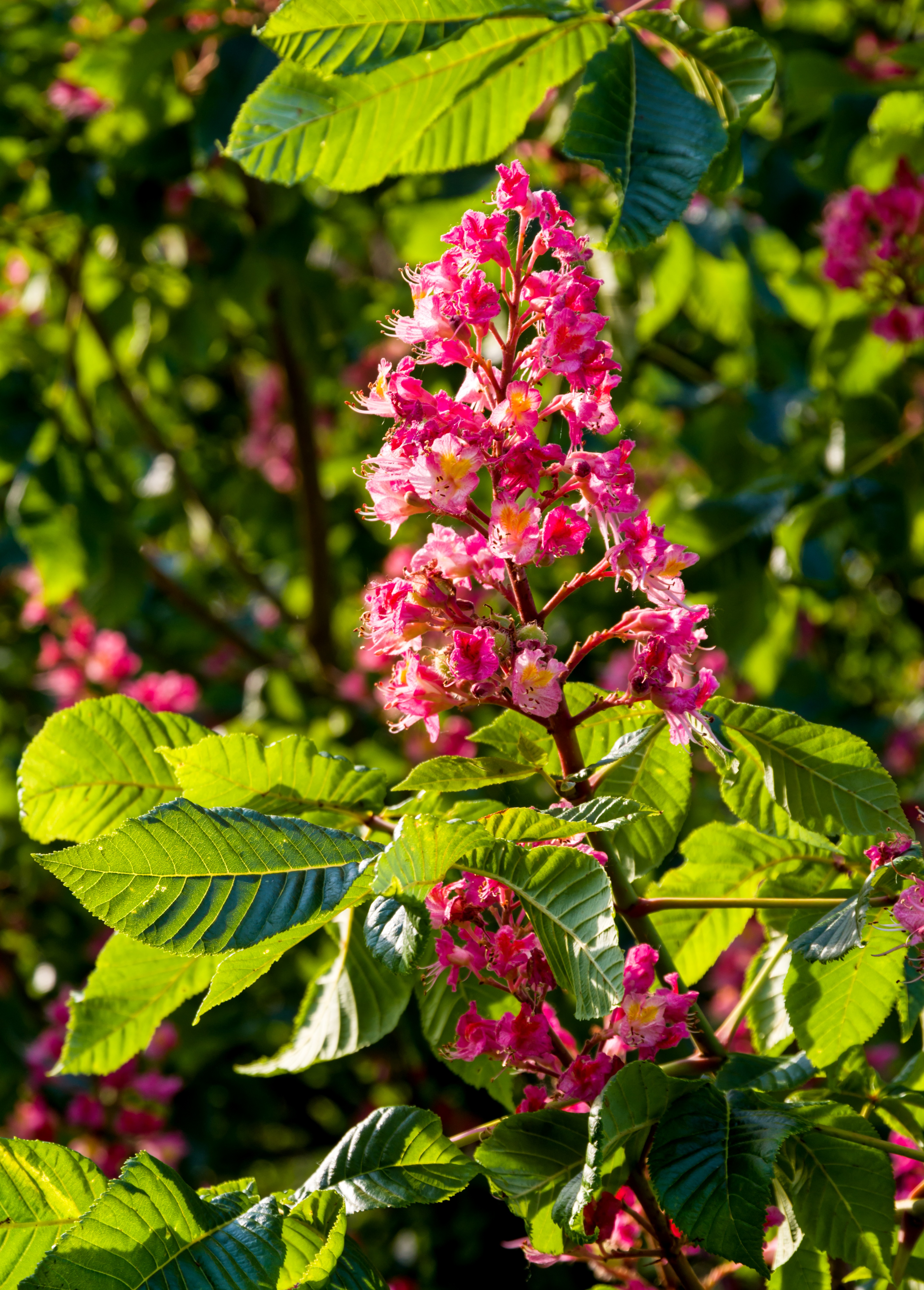
Blüte der Fleischroten Rosskastanie Aesculus × carnea
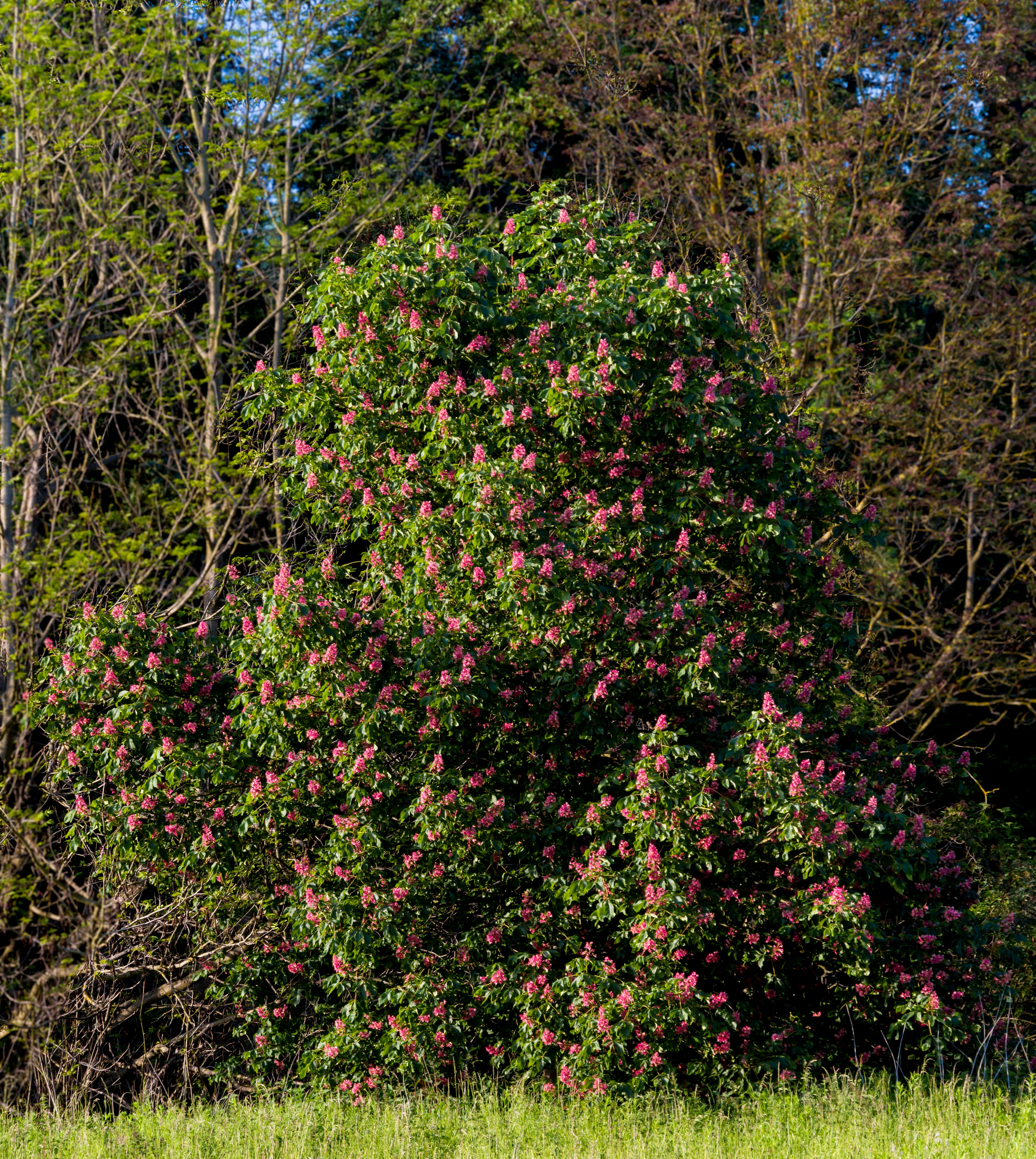
Fleischrote Rosskastanie Aesculus × carnea
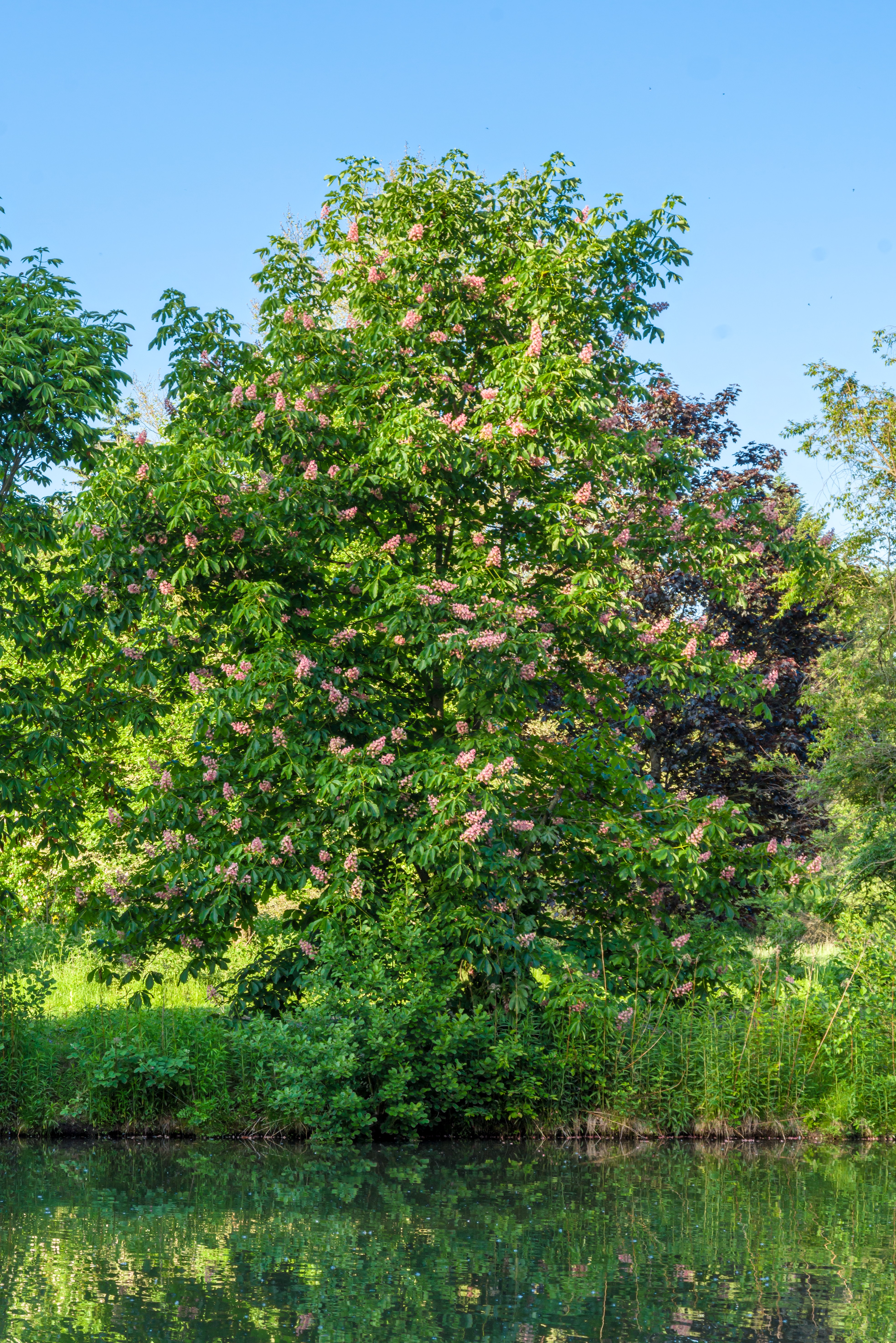
Fleischrote Rosskastanie Aesculus × carnea
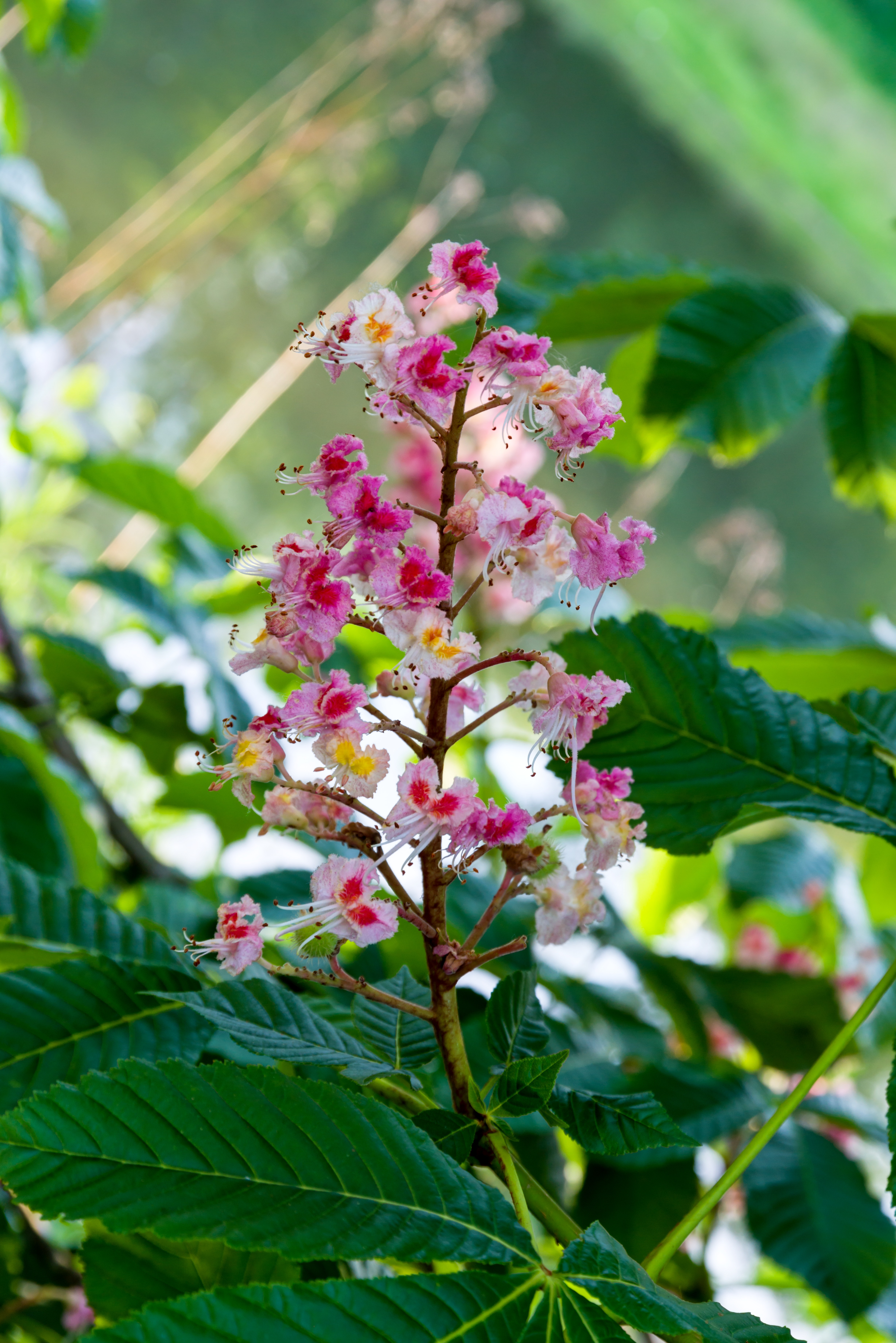
Blüte der Fleischroten Rosskastanie Aesculus × carnea
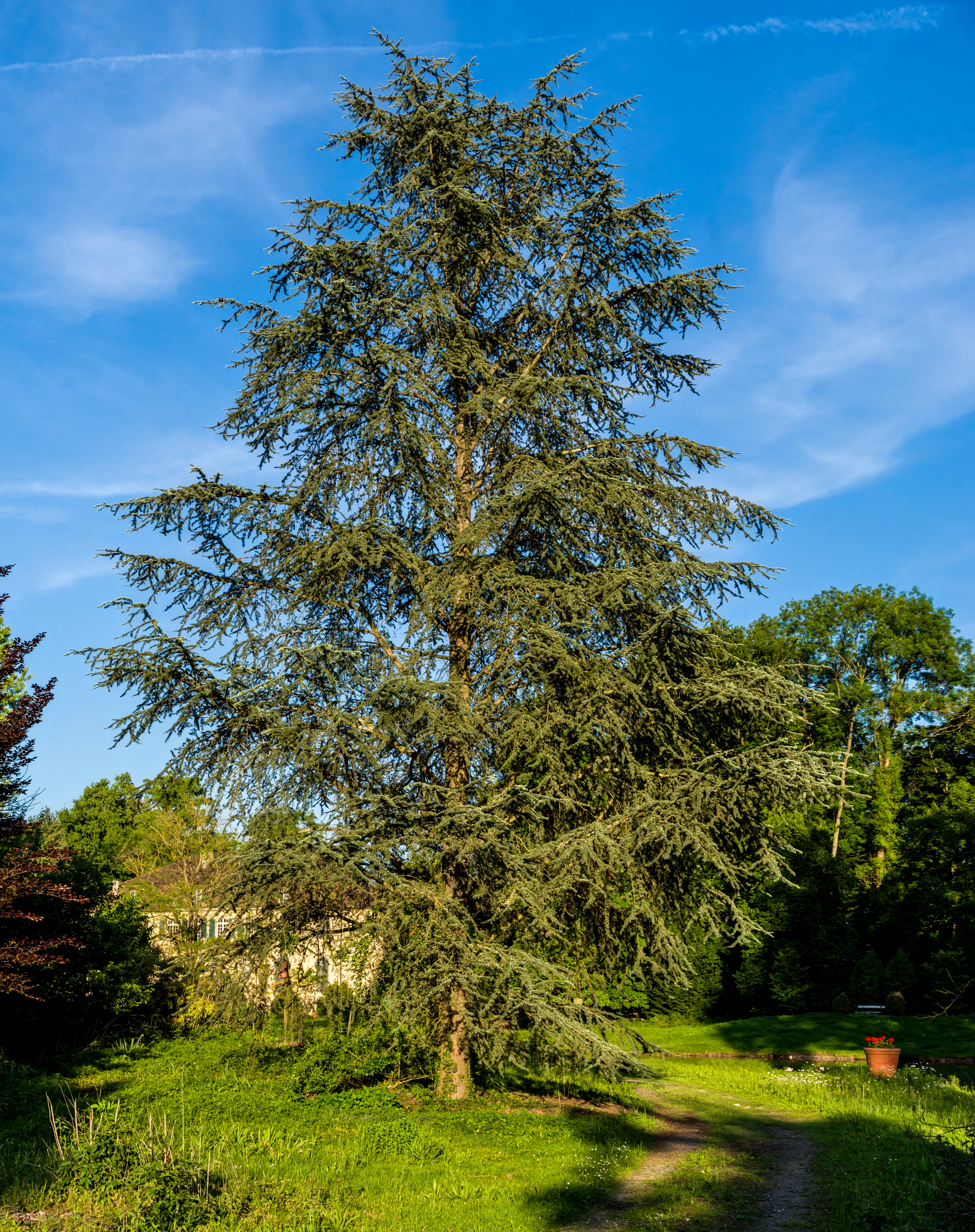
Blaue Atlas-Zeder Cedrus atlantica

## Gewässer und Seen

Durch den Park fließen zwei kleine Bäche, die vom abfließenden Wasser des Schwarzwaldberges Schauinsland und der Freiburger Bucht gespeist werden und nördlich in den Umkircher Mühlbach und in den Neugraben fließen. Eines davon, das Augusten-Bächle, nimmt zusätzlich Quellen der beiden nebeneinander liegenden Schlossparks auf und entwässert das Schlösschen. Im Queen-Auguste Victoria-Park gibt es sechs künstliche Weiher: Wernersee, Gertrud-Weiher, Alois-Weiher, Christa-Weiher, Martinsee und Doris-Weiher; diese von Parkschöpfer Werner Semmler nach den Vornamen seiner Eltern und Geschwister benannt.

## Luisensteg
Nachdem der im Jahre 1900 in der Stadt Freiburg gebaute Luisensteg aus Sicherheitsgründen abgebaut und durch eine Nachbildung ersetzt wurde, ist das Original vom Besitzer des Parks aufgekauft und im Park aufgestellt worden und bleibt somit erhalten. Der Steg ist nach der Großherzogin Luise von Baden benannt und wurde damals in ihrer Anwesenheit eingeweiht.

## Veranstaltungen
Im Park werden regelmäßig private und öffentliche Konzerte, Veranstaltungen und Führungen durchgeführt. Zum Muttertags-Konzert im Mai werden sowohl Opernsänger als auch Straßenkünstler für ihre Darbietungen eingeladen.